# Trinitat Llacuna i Estrany
Trinitat Llacuna i Estrany va ser una artista barcelonina documentada a finals del segle XIX que va treballar en el disseny de mobiliari.
Va estudiar a l'Escola Oficial de Belles Arts de Barcelona (la Llotja) i al curs 1894-95 era l’única alumna matriculada a la secció d'arts aplicades. Posteriorment apareix treballant al taller de l'ebenista Josep Ribas com a projectista i relacionada amb el Centre d’Arts Decoratives de Barcelona que s’havia creat després de l'exposició d’indústries artístiques del 1892 amb l’objectiu de fomentar el contacte entre artesans i industrials.
Únicament s’ha documentat participant en una exposició, la Tercera Exposició de Belles Arts i Industries Artístiques del 1896, que es va fer al Palau de Belles Arts de Barcelona. Hi va presentar diversos projectes de mobiliari i objectes neogòtics: un projecte d'oratori en aquarel·la, un d’una trona i un d’una arqueta.